# Claude Rolley
Claude Rolley, né à Saint-Lô (Manche) le 11 novembre 1933 et mort le 10 février 2007 dans le 15e arrondissement de Paris, est un archéologue français, professeur émérite de l'université de Bourgogne, écrivain sur l'art, l'archéologie de la Grèce et de la Gaule.

## Biographie
Né à Saint-Lô, où ses parents étaient enseignants, il y passera une partie de sa jeunesse et ne rentrera à Pontaubert, dans la demeure familiale, berceau de ses ancêtres, qu'après la Seconde Guerre mondiale. Sa famille est une des plus anciennes de l'Avallonnais, déjà citée au début du XVe siècle[réf. nécessaire].
Il fera ses études secondaires à Avallon et ses universités à Paris en 1949 au lycée Louis-le-Grand. Ancien élève de l'École normale supérieure de la rue d'Ulm, agrégé de lettres classiques en 1956, il passe son doctorat d'État en archéologie et devient professeur à l'université de Bourgogne. Diplômé d'archéologie antique, ancien membre de l'École française d'Athènes, il passe après un an d'enseignement à Auxerre, et trois ans de service militaire dont six mois en Algérie, quatre années en Grèce (1961-1965).
Il a fouillé en 1964 à Thasos et achève en trois semaines la fouille du sanctuaire d'Evraiokastro, dont le titulaire reste inconnu. Il a partagé son temps entre les fouilles de Thasos et les bronzes de Delphes. Il présente un mémoire de troisième année, examiné par Jean Charbonneaux. Ce mémoire forme la seconde partie de son Catalogue commenté des bronzes de Delphes, consacré aux statuettes de l'époque géométrique et de l'époque archaïque. Louis Robert, membre de l'Académie des inscriptions et belles-lettres, dit dans ce compte rendu : « On y retrouve les qualités que nous avons appréciées dans le précédent mémoire, soin, prudence, précision, critique et netteté du jugement, il note que les 5 plus anciennes statuettes du VIIe siècle sortent du même moule et cite deux autres exemples similaire pour l'époque archaïque. ».
En 1965, il est nommé maître-assistant de langue et littérature grecque à l'université de Dijon, succédant à Roland Martin (1934) à la chaire d'archéologie grecque en 1970, après la soutenance, sous la direction de Pierre Demargne, d'une thèse d'État sur l'étude des bronzes grecs.
En 1969, il fouille encore à Delphes et est maître-assistant à la faculté des lettres et sciences humaines de Bourgogne de Dijon, et occupe le poste de directeur de la circonscription de Bourgogne des antiquités historiques de 1970 à 1974. Il demeure à cette époque au no 21 boulevard Gabriel à Dijon.
Il est membre de plusieurs sociétés savantes : la Société d'études d'Avallon, la Société des sciences de l'Yonne, il est cofondateur de l'Association archéologique de l'Avallonnais en 1974 qu'il présidera jusqu'à sa mort. Il entre également à l'Académie du Morvan et en devient le cinquième président en 1992, succédant à Jean Séverin. Il est membre de l'Académie des sciences et belles-lettres de Dijon de 1983 et directeur de la Revue archéologique de l'Est de 1979 à 1993.
Depuis 1970, se rend à Tarente pour y participer au congrès annuel concernant la Grande Grèce. Il y prend la parole en 1980, 1987, 1989 et 1990.

## Publications
- « Une amphore inédite du Peintre à la Gorgone », Bulletin de correspondance hellénique, année 1961, vol. 85, no 85, p. 539-543[5].
- « Deux têtes féminines d'époque classique », Bulletin de correspondance hellénique, vol.89, no 89, 1965 p. 317-331.
- « Le Sanctuaire des dieux Patrôoi et le Thesmophorion de Thasos », Bulletin de correspondance hellénique, no 89, 1965, p. 441-482.
- « Antiquités, Donation Granville », Bulletin des Musées Royaux d'Art et d'Histoire, vol.37,  T. III, publication du musée des beaux-arts de Dijon, 1967, p. 12-77.
- « Bronzes géométriques et orientaux à Délos », Bulletin de correspondance hellenique, Supplément, Vol. 1, Numéro suppl 1, 1973, p. 491-524[6].
- « Deux lions, deux couteaux », L'Écho d'Auxerre, no 115, 1975.
- « D'où vient la Vénus de Saint-Père? », in Congrès de l'Association Bourguignonne des Sociétés Savantes, 1981.
- Bronzes antiques de l'Yonne, Musée archéologique de Dijon, avec Claude Mordant, Jean Guillaumet et musée archéologique, 1982.
- Les bronzes grecs, Office du Livre, Fribourg, 1983, 270 p.
- De Delphes à Magny-Lambert, Hommages à Lucien Lerat, 2-Paris, 1984, p. 727-733[7].
- (en) Greek Bronzes, Sotheby's, première édition, juillet 1986  (ISBN 0856673005)
- « Le Sanctuaire d'Evraiokastro », in Lazarivdh, 1986, p. 405-408.
- « Importations Méditerranéennes et repères chronologiques », in Les Princes celtes en Méditerranée, rencontres de l'École du Louvre, La Documentation Française, mai 1988, p. 93-102.
- « La Sardaigne entre deux livres, Trafics des Bronzes au début du 1er millénaire Av.J-C. », in Mélanges de l'École française de Rome, 100, fasc. 1, 1988, p. 299-304.
- avec William Mouret, R. Boyer, Techniques antiques du bronze ; faire un vase, faire un casque, faire une fibule, Dijon, université de Bourgogne, Centre de recherches sur les techniques gréco-romaines, 91, 1988, p. 18  (ISBN 2900119138)
- « Les Deux têtes de Nod-sur-Seine, (Côte-d'Or), proposition de datation », Revue archéologique de l'Est et du Centre-Est, 40, fasc. 2, 1989, p. 259-262.
- avec jean-Paul Delor, « L'Yonne et son passé ; 30 ans d'archéologie, [catalogue de l'exposition d'Auxerre en 1989], édition CDRA, CRRAB, Auxerre, 1989, 321 p.
- « L'Yonne et son passé », Archéologia [préhistoire et archéologie-Dijon], t.255, 1990, p. 48-55.
- « Les bronzes grecs et romains, recherches récentes », in Revue archéologique, X-XII, 1990, p. 405-422.
- avec Michel Feuchère, La vaisselle tardo-républicaine en bronze, [acte de la table-ronde CNRS, organisée à Lattes du 26 au 28 avril 1990], Dijon, Université de Bourgogne, Centre de recherches sur les techniques gréco-romaines, VI, 1991, 211p.,  (ISBN 2900119146)
- « Le cas de la Grèce : l'origine des sanctuaires », in Les sanctuaires celtiques et le Monde méditerranéen, [Actes du Colloque de Saint-Riquier], 8-11 novembre 1990, Paris, 1991, p. 136-138.
- « Les bronzes grecs et romains, recherches récentes XIII-Varia 1989 », Revue archéologique, Paris, 1991, p. 281-296.
- « Les Messapiens : un peuple indigène d'Italie du Sud », Archéologia, no 269, Dijon, 1991, p. 44-50.
- « Un bracelet celtique dans le Châtillonnais », Revue archéologique de l'Est et du Centre-Est, 43, fasc. 1, no 161, 1992, p. 151-153.
- « Un dieu Gaulois près de Vezelay », Bulletin de la Société d'études d'Avallon, 74, 1993
- « Une importation à supprimer ; le trépied d'Auxerre », Revue archéologique de l'Est et du Centre-Est, 44, fasc. 1, no 163, 1993, p. 191-192.
- Dieu de bronze, dieux de pierre, dieux de terre ; y a-t-il un répertoire des bronziers en Gaule?, [actes du Congreso internacional de bronce antiguos (Madrid, novembre 1990)], 1993, p. 367-381.
- « La Déesse sur le bateau des sources de la Seine », in Akten der 10.Tagung über antike Bronzen, 1994, p. 371-372.
- La Sculpture grecque, des origines au milieu du Ve siècle, T.I, Paris, Éd. Picard, 1994, 440p., 48 illustrations,  (ISBN 2708404482)
- « Les Bronzes grecs et romains : recherches récentes », Revue archéologique, fasc.2, 1994, p. 323-346.
- « Les Bronzes grecs et romains : recherches récentes », Revue archéologique, t.II, 1996, p. 269-291.
- « Les Échanges », in Vix et les éphémères principautés celtiques, Paris, 1997, p. 239-242.
- « Les Bronzes grecs et romains, recherches récentes », Revue archéologique, fasc. 2, 1997, p. 313-315.
- « Encore les aphidrumata sur la fondation de Marseille, de Thasos et de Rome », in AION (Arch) (Annali delle' Istuto universitario orientale di Napoli. Dipart di studi del mondo classico e del Medterraneo antico. Sezione di archeologia e storia antica -Napoli), t.4, 1997, p. 35-43.
- avec Fabienne Olmer, Les Amphores romaines en Bourgogne : contribution à l'histoire économique de la région dans l'Antiquité, depuis la Tène finale jusqu'au Haut-Empire, 4 vol., 1997, 361 p.
- La sculpture grecque. La période classique, Éditions A&J Picard, 1999
- avec Michel Pernod, Techniques antiques du bronze, 2. Méthodes d'études-procédés de fabrication, Dijon, université de Bourgogne, Centre de Recherches sur les techniques gréco-romaines, 1999, 78 p.  (ISBN 2900119162)
- « Aphrodite », in La Sculpture grecque, t.II., « La période classique », Paris. 1999, 440 p., p. 213-258  (ISBN 2708405063)
- avec Jean-Paul Delor, « Nécropole de Gurgy “La Picardie” (Yonne) », Mémoire de la Société archéologique champenoise, 15, 1999, p. 341-356.
- avec Claude Péquinot, Ginette Picard et la contribution de Jean-Paul Guillaumet, Roland Niaux, Raphël Moreau, « Le Morvan gaulois », Bulletin de Académie du Morvan, no 51, 2001.
- avec Claude Péquinot, Ginette Picard et la collaboration de Vincent Guichard, Michel Kasprzyk, Pierre Nouvel, René Goguey, « Le Morvan gallo-romain », in Bulletin de l'Académie du Morvanno 59, 2001[8].
- avec Claude Mordant, Bruno Chaume, Vix et son territoire à l'Âge du Fer, Montagnac, Éd. Monique Mergoil, 2001, 643 p.  (ISBN 2907303473)
- « Au musée des Antiquités nationales de Saint-Germain-en-Laye. Une panthère gréco-romaine en bronze : une nouvelle restauration, nouvelles observations », in Revue du Louvre et des musées de France, t.52, 5, 2002 p. 78-85.
- « Le travail du bronze à Delphes », in I Bronzi Antichi:Produzione e tecnologia -Montagnac, 2002, p. 94-99.
- La Tombe princière de Vix, 2 vol., Société des Amis du musée du Châtillonnais, Paris, Éd. Picard, 2003, 383 p.  (ISBN 2708406973)
- « La Tombe princière de Vix dans son contexte historique », Les Dossiers d'archéologie, no 284, 2003, p. 36-43.
- « Analyse stylistique d'Éros/Cupidon - Analyse stylistique de l'enfant romain », in Mystère des bronzes antiques, 2003, p. 28[9]
- « Des reliefs de la Chancellerie au Montmartre d'Avallon : la politique religieuse de Domitien en Gaule », Revue archéologique, t.1, 2004, p. 159-163.
- « Bronzes grecs et romains : recherches récentes », Revue archéologique, no 2, 2005, p. 339-364.
- avec : Olivier Caumont, Xavier Margarit, Benoît Mille, Paolo Piccardo, « Un bras d'empereur romain en bronze à Essegney (Vosges) », Revue archéologique de l'Est et du Centre-Est-Dijon, t. 55, 2006, p. 173-195 (en ligne).
- « Vrai ou faux ? : le cas de la sculpture grecque », Les Dossiers d'archéologie, Éd. Faton, no 312, 2006, p. 68-75.
- « Les Civilisés et les Barbares du Ve au IIe siècle av. J.-C., Celtes, Gaulois, Coll. « L'Archéologie face à l'histoire », direction Miklos Szabo, Éd. CAE Européen Mont-Beuvray, [Actes de la table-ronde de Budapest des 17-18 juin 2005], 2006  (ISBN 2-909668-48-7)
- « Identités ethniques dans le monde grec antique, techniques, le travail, la naissance des styles de l'époque géométrique », in Pallas,63-70, 73, [Actes du Colloque International de Toulouse organisé par le CRATA les 9-11 mars 2006], Presses universitaires du Mirail, 2007. 275 p. [voir Rolley (1969) & Heilmeyer (1974) pour les chevaux surtout, rapide tableau d'ensemble 1994, p. 97-101. Rolley BCH 107, 1983, p. 111-132.- BCH 110, 1986, p. 121-136].

## Direction de thèse
- B. Chaume, Le Mont Lassois dans son contexte régional, l'organisation du territoire autour d'un site princier, thèse de doctorat, université de Bourgogne, décembre 2000, 3 vol. 902 p., Dijon, université de Bourgogne, 2000, Vol. I, 544p. Vol II, 218p., Vol III, 140pl.

## Fonctions
- docteur en archéologie.
- membre de l'École française d'Athènes (1964).
- chargé de cours à la Faculté des lettres de l'Université de Lausanne (1965)[10].
- maître-assistant à la Faculté des Lettres et Sciences humaines de Dijon (1969).
- directeur de la circonscription des Antiquités historiques de Bourgogne (1969).
- professeur à l'université de Bourgogne.
- professeur émérite de l'université de Bourgogne.
- président de l'Académie du Morvan.

## Hommages
- Colloque du 16 juin 2009 : Les bronzes grecs et romains recherches récentes, hommage à Claude Rolley. Comité scientifique : Sophie Descamps (Musée du Louvre) ; Benoît Mille (Centre de Recherche et de Restauration des Musées de France) ; Stéphane Verger (EPHE). À 9 h 20, Marie-Christine Hellmann : Claude Rolley et la Revue Archéologique. Le lendemain 17 juin : Dominique Briquel et Anne Cavé : Les fonds Claude Rolley à la Bibliothèque d'archéologie de l'École Normale Supérieure. - Sylvain Perrot:  Inventaire des Archives de Claude Rolley : état des lieux - François Queyrel, Lorenz Baumer:  Bilan et perspectives de la numérisation des comptes rendus publiés par Claude Rolley. - Jean-Paul Guillaumet et Pierre Nouvel : Claude Rolley et son œuvre archéologique en Bourgogne[11]. Publication : Martine Denoyelle, Sophie Descamps-Lequime, Benoît Mille et Stéphane Verger (dir.), Bronzes grecs et romains, recherches récentes. Hommage à Claude Rolley, Paris, Publications de l’Institut national d’histoire de l’art, coll. « Voies de la recherche », 2012 (en ligne).
- Francis Croissant et Stépnane Verger, « Claude Rolley (1933-2007) », Revue archéologique, vol. 1, no 43,‎ 2007, p. 121-126 (lire en ligne, consulté le 8 juin 2020).